# Neues Rathaus (Prag)

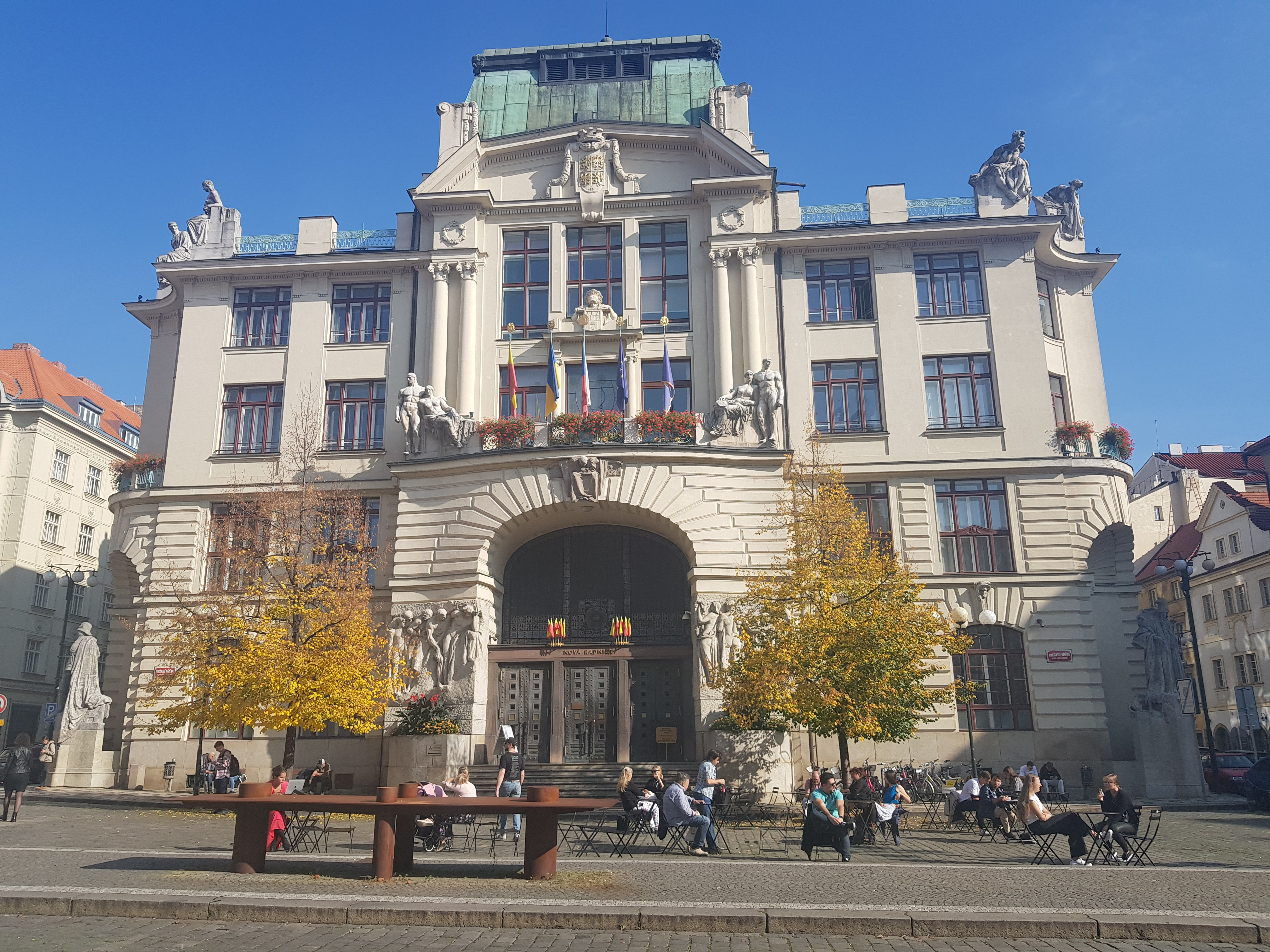
Das Neue Rathaus (Magistrat) in Prag

Das Neue Rathaus in Prag (tschechisch Nová radnice) befindet sich auf der Ostseite des Mariánské náměstí im Zentrum der Altstadt im Stadtteil Prag 1. Das Gebäude gegenüber dem Klementinum ist seit 1945 Sitz des Magistrats der Hauptstadt Prag sowie des Oberbürgermeisters.

## Architektur
Das Gebäude wurde in den Jahren 1908 bis 1911 nach dem Entwurf des Jugendstilarchitekten Osvald Polívka errichtet. Die Pläne wurden während des Baus mehrmals geändert. Das Gebäude zieren Statuen und Plastiken von Stanislav Sucharda, Josef Mařatka und Ladislav Šaloun. An der nördlichen Ecke befindet sich die Figur eines Ritters, an der südlichen die Statue des Rabbi Löw, der Legende nach Schöpfer des Golem. 1998 wurde am Rathaus eine Gedenktafel für Milada Horáková von Jaroslava Lukešová angebracht.
Es sollte als Finanzamt mit 250 Amtszimmern dienen und war für seine Zeit modern ausgestattet, etwa mit heute noch erhaltenem Paternosteraufzug. Den Kern des Gebäudes bildet ein großer Saal im ersten Stock, der heute als Sitzungssaal für den Stadtrat dient. Nachdem der neugotische Flügel des Altstädter Rathauses 1945 abbrannte, übersiedelte die gesamte Stadtverwaltung in das neue Amtsgebäude. Das alte Rathaus dient seither nur mehr Repräsentationszwecken.